# A koboldok varázslatos legendája
A koboldok varázslatos legendája (eredeti cím: The Magical Legend of the Leprechauns) két részes német–angol–amerikai fantasy, amely John Henderson rendezésében készült 1999-ben. A történet sok tekintetben emlékeztet William Shakespeare Rómeó és Júlia című művére.
Európában először a német RTL sugározta 2000. április 2-án.

## Cselekmény
A New York-i üzletember, Jack Woods nyugodtan akar nyaralni, ezért Írország eldugott szegletében, egy álmos ír városkában, Kerryben bérel házat.
Első éjszaka különös dolog történik vele: egy koboldot talál a konyhájában - sokat ivott ugyan, ám amit lát, valóságos... Reggelre sem változik a helyzet: a patak vízében fuldokló kobold segítségére kell sietnie, aki kijelenti, hogy sosem felejti el, amit érte tett.

## Szereplők
| Szereplő              | Színész          | Magyar hang       |
| --------------------- | ---------------- | ----------------- |
| Jack Woods            | Randy Quaid      | Józsa Imre        |
| Kathleen Fritzpatrick | Orla Brady       | Törtei Tünde      |
| Földszellem           | Whoopi Goldberg  | Kocsis Mariann    |
| Seamus Muldoon        | Colm Meaney      | Csuja Imre        |
| Mary Muldoon          | Zoë Wanamaker    | Zsurzs Kati       |
| Mickey Muldoon        | Daniel Betts     | Seszták Szabolcs  |
| Jessica hercegnő      | Caroline Carver  | Roatis Andrea     |
| Boric király          | Roger Daltrey    | Haás Vander Péter |
| Morag királynő        | Harriet Walter   | Csere Ágnes       |
| Chamberlain           | Clive Merrison   | Kassai Károly     |
| Sean Devine           | Tony Curran      | Bolba Tamás       |
| Barney O'Grady        | Kieran Culkin    | Előd Álmos        |
| Jericho O'Grady       | Kevin McKidd     | Fekete Zoltán     |
| Bulstrode tábornok    | Frank Finlay     | Kárpáti Tibor     |
| Grogan herceg         | Jonathan Firth   | Laklóth Aladár    |
| Lady Margaret         | Phyllida Law     | Pásztor Erzsi     |
| Sir Aloisius Jentee   | Stephen Moore    | Forgács Gábor     |
| Daley atya            | Michael Williams | Dobránszky Zoltán |

## Fordítás
- Ez a szócikk részben vagy egészben  a   Kampf der Kobolde című német Wikipédia-szócikk ezen változatának fordításán alapul.  Az eredeti cikk szerkesztőit annak laptörténete sorolja fel. Ez a jelzés csupán a megfogalmazás eredetét és a szerzői jogokat jelzi, nem szolgál a cikkben szereplő információk forrásmegjelöléseként.
- Ez a szócikk részben vagy egészben  a   The Magical Legend of the Leprechauns című angol Wikipédia-szócikk fordításán alapul.  Az eredeti cikk szerkesztőit annak laptörténete sorolja fel. Ez a jelzés csupán a megfogalmazás eredetét és a szerzői jogokat jelzi, nem szolgál a cikkben szereplő információk forrásmegjelöléseként.

## Külső hivatkozások
- A koboldok varázslatos legendája az Internet Movie Database oldalon (angolul)
- A koboldok varázslatos legendája (1999) (magyar nyelven). Internetes Szinkron Adatbázis. (Hozzáférés: 2010. március 14.)